# Герценштейн Михайло Якович
Миха́йло Я́кович Герценште́йн (також відомий як Меер або Меер-Шовель; 10 (22) квітня 1859, Вознесенськ, Херсонська губернія, Російська імперія — 18 (31) липня 1906, Теріокі, Велике князівство Фінляндське, Російська імперія) — російський економіст, публіцист, політичний та громадський діяч єврейського походження. Депутат Державної думи Російської імперії I скликання. Жертва чорносотенного терору.

## Ранні роки та освіта
Народився 10 (22) квітня (за іншими даними, 16 (28) квітня) 1859 року в місті Вознесенськ Херсонської губернії (за деякими джерелами, народився в Одесі). Мав сестру Софію.
1881 року закінчив юридичний факультет Імператорського Новоросійського університету зі ступенем кандидата права. У роки навчання в університеті вивчав економічні науки під керівництвом професора Олександра Поснікова. Після цього виїхав за кордон. Слухав лекції в Берлінському та Гайдельберзькому університетах, відвідав Париж і Лондон. За даними російських спецслужб, 1882 року, проживаючи за кордоном, підтримував тісні контакти з тамтешніми російськими емігрантами.
Повернувшись у Російську імперію, оселився в Одесі, де перебував під негласним наглядом з боку поліції. У жовтні 1884 року виїхав до Москви, де з 1885 року служив у Московському земельному банку.

## Наукова діяльність

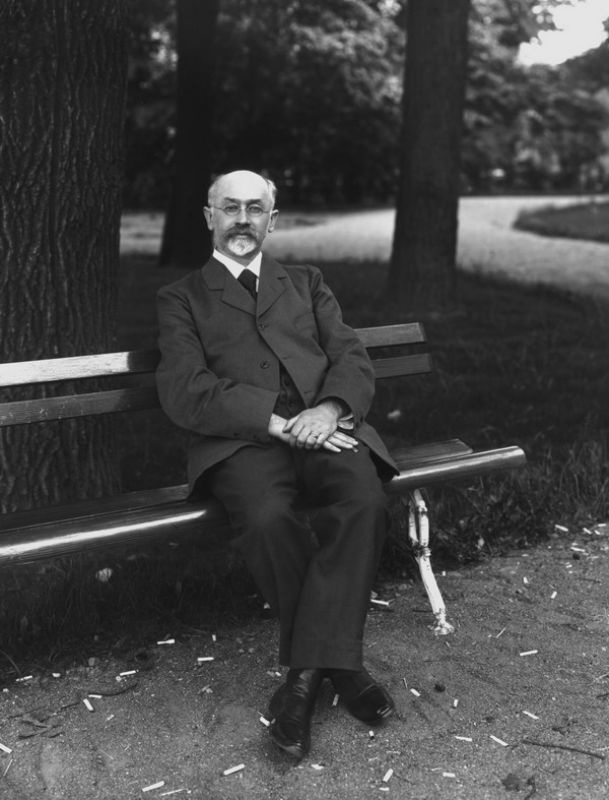
Михайло Герценштейн

Закінчивши 1881 року Новоросійський університет, захистив кандидатську роботу про економічні погляди й теорії Йоганна Карла Родбертуса.
Після повернення в Російську імперію та переїзду до Москви намагався стати професором, однак у відповідь на його зусилля російський міністр народної просвіти Іван Делянович заявив: «Не завжди можна виконувати закони». Проте 1902 року департамент поліції повідомив про відсутність причин недопущення Герценштейна до викладацької діяльності, а 1903 року це визнав міністр народної просвіти Григорій Зенгер. Того ж року Герценштейн став приват-доцентом Московського університету, а 1904 — професором політичної економії та статистики Московського сільськогосподарського інституту. 1903 року також викладав на Комерційних курсах.
З 1880-х років публікував статті на теми фінансів, кредитів та аграрного питання в газетах «Русскія Вѣдомости», «Юридический вестник», журналі «Русская мысль».
1905 року опублікував збірник своїх праць «Аграрне питання».

## Політична діяльність

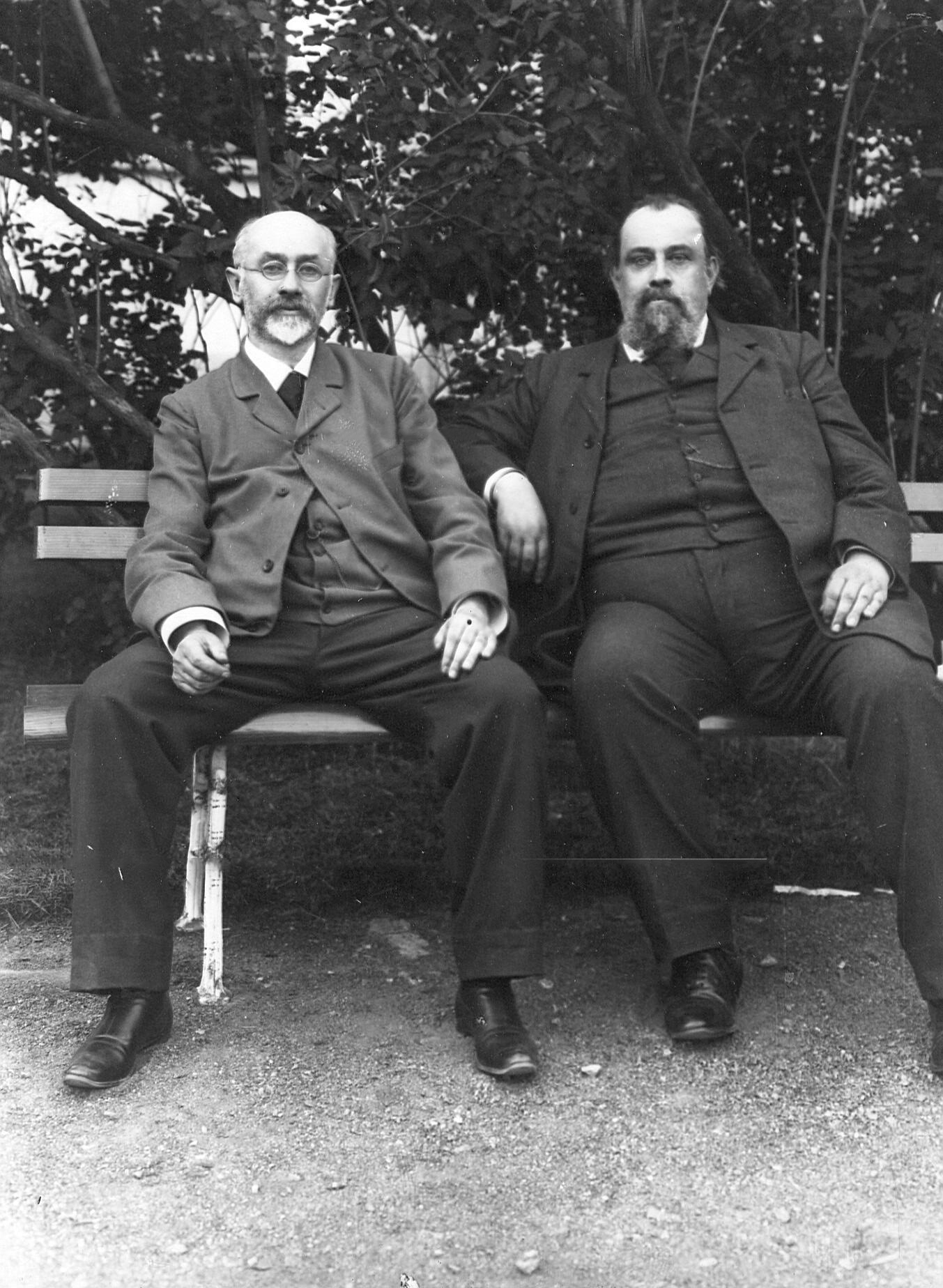
Михайло Герценштейн і Максим Ковалевський

З часів навчання в Одеській гімназії Герценштейн був другом єврейського журналіста й публіциста Григорія Іоллоса. Також підтримував тісні зв'язки із соціологом та правником Максимом Ковалевським й українським науковцем Володимиром Вернадським.
1905 року, під час революції 1905—1907 років, Герценштейн обраний гласним Московської міської думи, де очолював фінансову комісію, та Московського губернського земського зібрання. Тоді ж займався розробкою політичної програми Конституційно-демократичної партії. На з'їздах міських і земських діячів виступав з промовами щодо аграрних питань.
1906 року обраний до складу Державної думи Російської імперії I скликання. На виборах від міста Москви отримав 163 голоси. Поліцейська довідка щодо Герценштейна повідомляла: «У цей час… обраний членом від Москви в Держ. Думу, причому кандидатура його як видатного фінансиста з точки зору партійних інтересів була навіть більш бажаною, ніж кандидатура одного з перших організаторів та керівників к.-д. партії — князя Павла Долгорукого».
У Думі Герценштейн очолив першу підкомісію аграрної комісії та став членом ще трьох: фінансової, бюджетної та про асигнування коштів на продовольчу допомогу населенню. На засіданнях комісій Герценштейн закликав до примусового відчуження землі у приватних землевласників. За час роботи в Думі виступав із промовами тричі: 18 (31) травня, 19 травня (1 червня) та 23 травня (5 червня). Стосовно аграрного питання вів полеміку з керівником Головного управління землевлаштуванням та землеробством Олександром Стишинським та товаришем міністра внутрішніх справ Володимиром Гурком. В одній з промов Герценштейн висловився про необхідність негайно розв'язати аграрне питання:
|  | Примусове відчуження вводиться в інтересах державної користі, а це передбачено нашими основними законами. Чого ж ви зараз очікуєте? Ви хочете, щоб зарево охопило цілу низку губерній?! Мало вам хіба досвіду травневих ілюмінацій минулого року, коли в Саратовській губернії ледь не в один день загинуло 150 садиб?! Не можна зараз пропонувати заходи, розраховані на тривалий термін, необхідно екстрений захід, а примусове відчуження і є екстреним заходом! |

Промови Герценштейна викликали обурення з боку правих сил, зокрема чорносотенців, хоча при цьому здобув широку підтримку серед селянських депутатів. За спогадами Володимира Короленка, «важко уявити собі ту бурю гніву, яка вибухнула при цих словах на перших лавах. Чутно було буквально якийсь рев. Над головами підіймалися стиснуті кулаки, проривалася лайка, до оратора кидалися з погрозами». Незабаром самому Герценштейну почали надходити листи з погрозами.
Російська опозиція висунула Герценштейна на посаду міністра фінансів. У червні 1906 року імператор Микола II розглянув пропозиції опозиції та відхилив їх.
8 (21) липня 1906 року Микола II розпустив Державну думу I скликання. Наступного дня у Виборзі, що тоді належав до Великого князівства Фінляндського, відбулося зібрання депутатів, на якому було підписано Виборзьку відозву до населення із закликом чинити пасивний опір владі. Герценштейн став одним із підписантів цього документа. Невдозві проти усіх депутатів, що поставили свій підпис під відозвою, поліція завела справи.

## Убивство

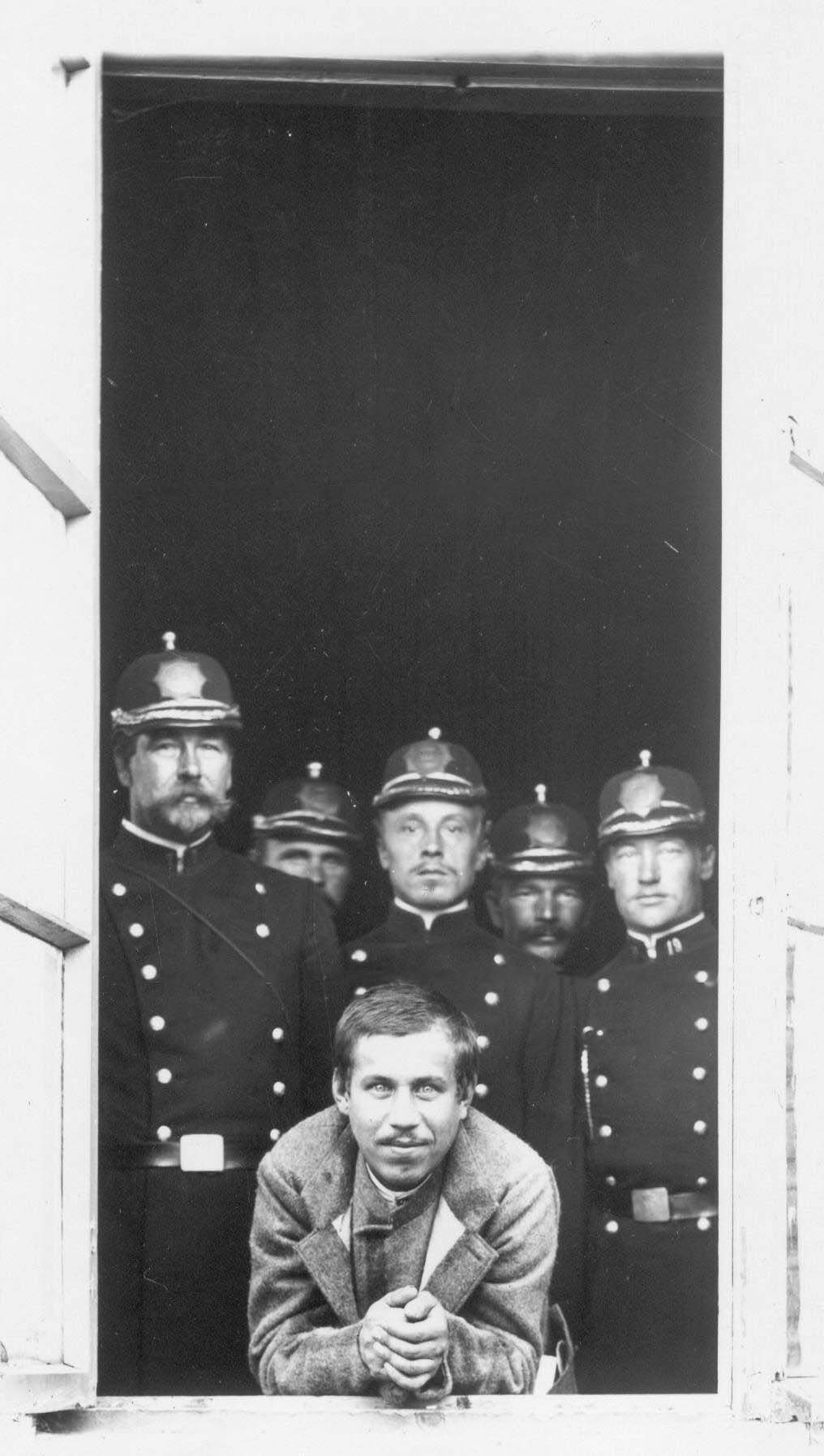
Єгор Ларічкін (попереду) стріляв у Герценштейна та вбив його двома пострілами в груди

18 (31) липня 1906 року близько 20 години вечора Герценштейн прибув до міста Теріокі Виборзької губернії Великого князівства Фінляндського (нині Зеленогорськ, Санкт-Петербург). Разом із дружиною та донькою Анною він вийшов на прогулянку узбережжям Фінської затоки. Дружина Герценштейна йшла попереду, а сам він із донькою йшов позаду. Невдовзі донька почула, що хтось їх наздоганяє, обернулася й побачила в 15 кроках чоловіка. Пройшовши ще 5 кроків, він підняв револьвер і націлив його на Герценштейна. Після цього чоловік зробив два постріли. Обидві кулі поцілили Герценштейну в груди, а одна з них прострелила його доньці руку. Сам убивця, перестрибнувши через паркан, утік.

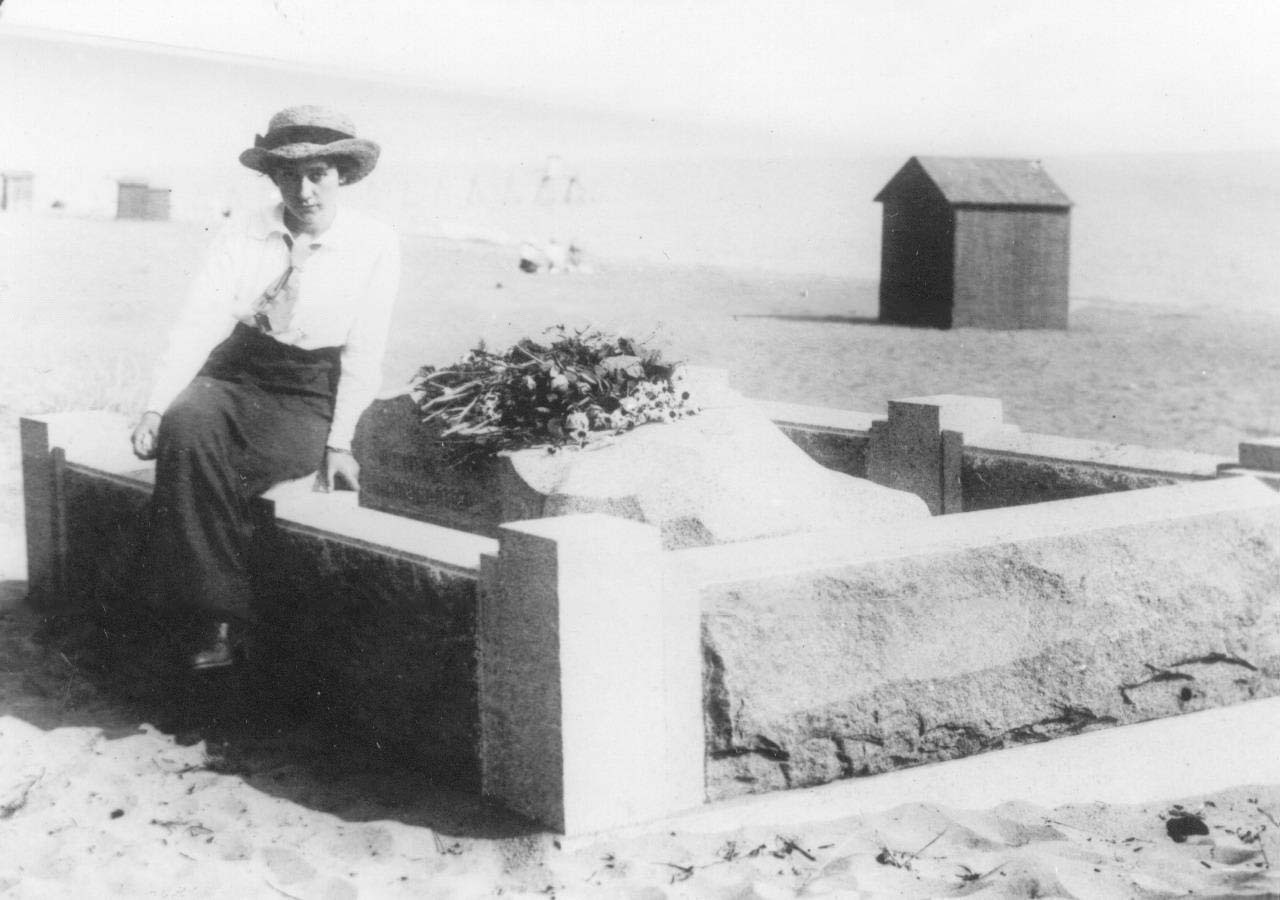
Анна, дочка Герценштейна, біля пам'ятного знака на місці вбивства батька
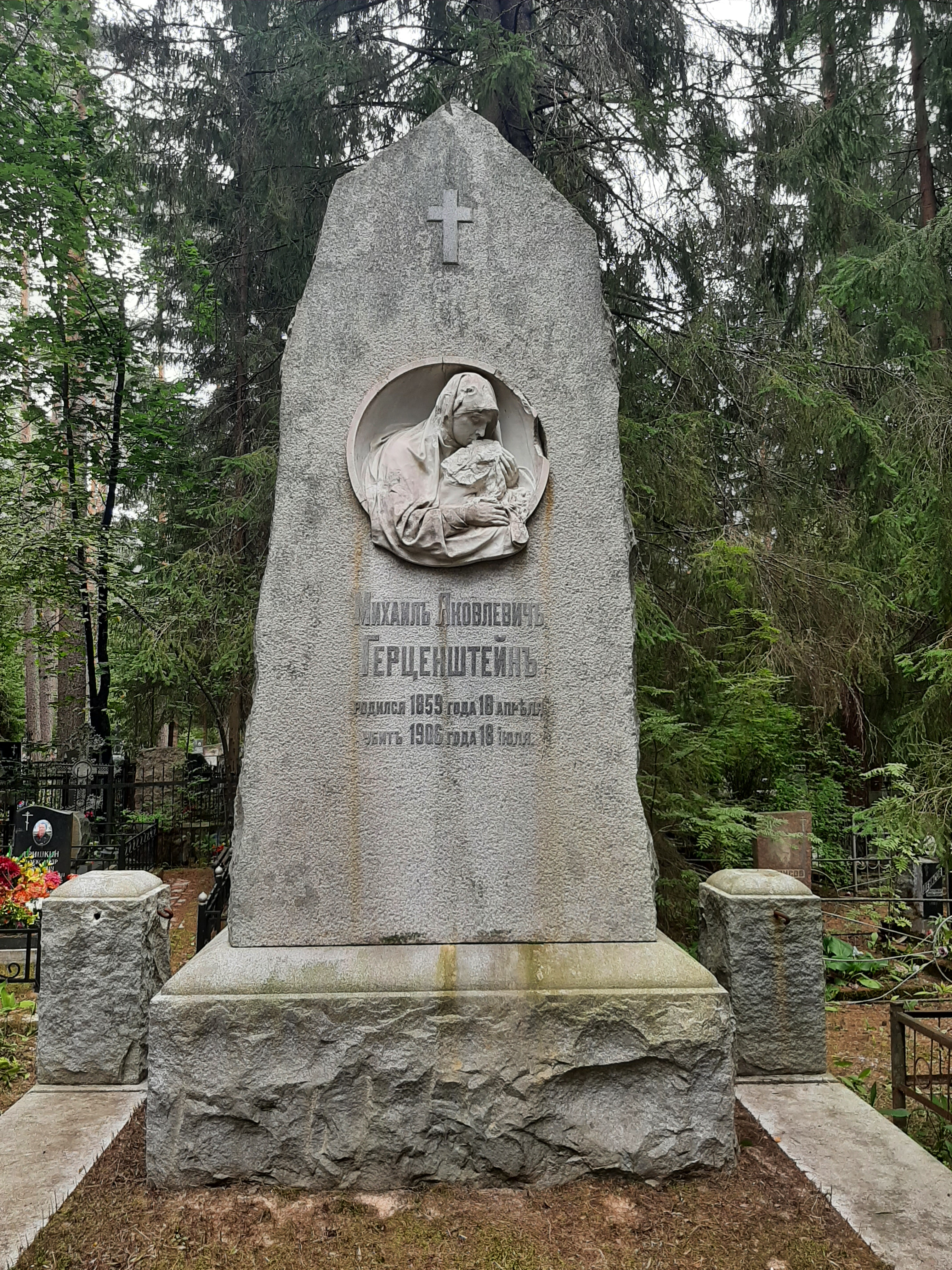
Могила Герценштейна на кладовищі в Зеленогорську

Вдова та однопартійці Герценштейна хотіли поховати вбитого у Москві. Однак у ті дні в Санкт-Петербузі почався бунт. Влада побоювалася посилення бунтівних настроїв населення під час перезення тіла Герценштейна через місто, тож було погоджено поховати його в Теріоках. На похороні Герценштейна зібралося кілька тисяч осіб. День похорону в Теріоках був траурним: усі магазини зачинили, фінські мешканці вздовж процесії стояли плачучи, а кожен поїзд, що прибував на залізничну станцію із Санкт-Петербурга, зустрічали співами.
Негайно після вбивства фінська поліція почала розслідування. Судовий процес у справі тривав до 1909 року. Фінський суд підозрював у вбивстві кількох членів чорносотенного Союзу російського народу, зокрема Олександра Казанцева (як виконавця), Миколу Юскевича-Красковського, та Олександра Дубровіна. Стріляв у Герценштейна Єгор Ларічкін; співучасниками підозрювали охорнця Головної ради Союзу російського народу Александрова, працівників Путильського заводу Половнєва й Тополєва. Казанцева вбили до винесення рішення суду; Тополєва виправдали за нестачею доказів; решту підозрюваних суд визнав винними. Єдиним з усіх засуджених свою провину визнав Ларічкін. Своїм указом 1909 року імператор Микола II помилував Юскевича-Красковського та Половнєва.

## Родина

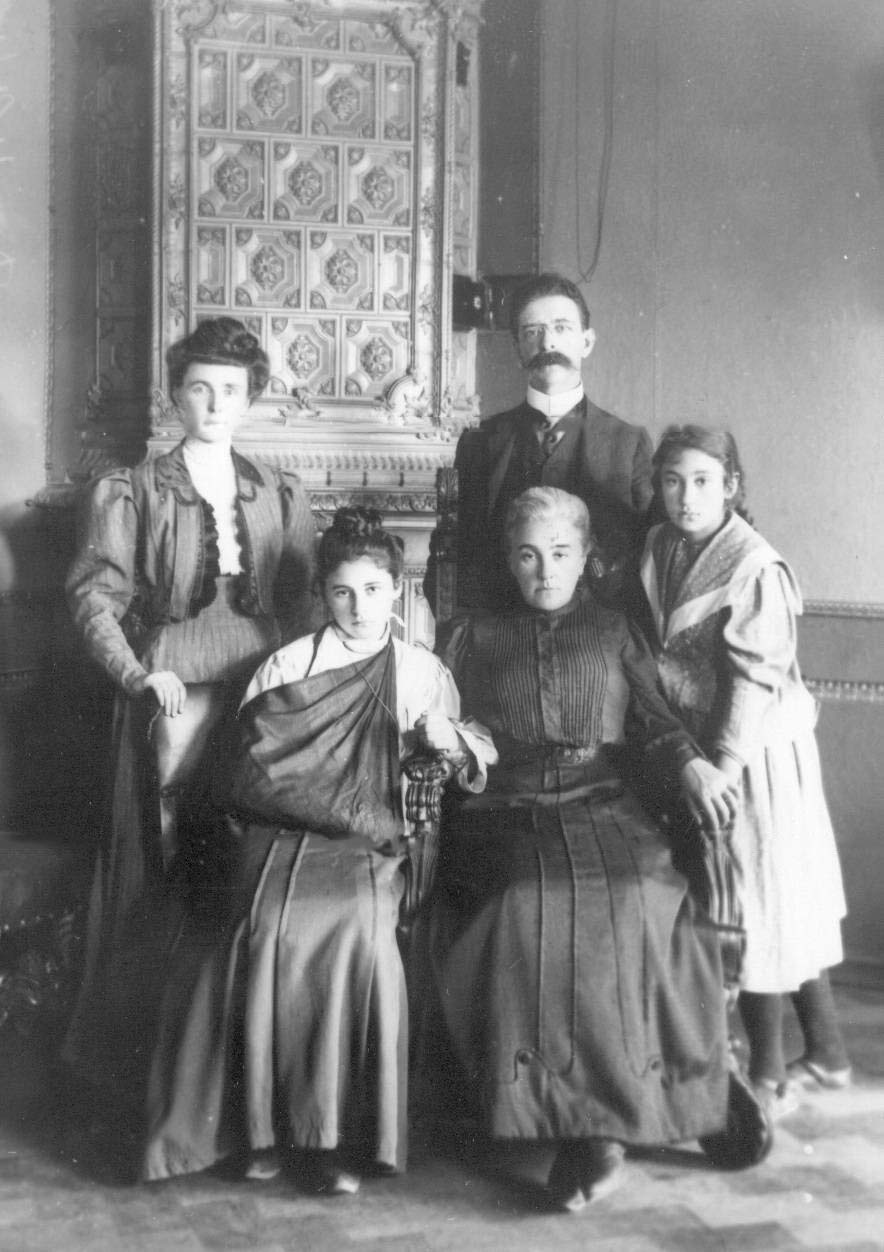
Родина Михайла Герценштейна невдовзі після його вбивства. Зліва направо: стоять: невідома, депутат Думи, друг родини Григорій Іоллос, дочка Віра; сидять: дочка Анна, поранена в руку під час убивства батька, дружина Анна Василівна

Одружений з Анною Василівною, уроджена Пчолкіна (пом. 14 липня 1939 року у П'єштянах, Словаччина). Перед одруженням прийняв православ'я. У шлюбі народилися дві доньки:
- Анна (1889—1985?), у шлюбі Ігумнова, Левицька — організаторка Пушкінського музею[ru] в Бродзанах[9][25];
- Віра (?—1978), у шлюбі Любощинська — дружина Марка Марковича Любощинського-молодшого, племінника дружини Володимира Вернадського[25].

Після громадянської війни в Росії дружина та дочки Герценштейна емігрували за кордон.

## Праці
Книги та брошури
- Кредит для земств и городов. — М., 1892.
- Реформа ипотечного кредита в Германии. — СПб., 1900.
- Ипотечные банки и рост больших городов в Германии. — СПб.: Тип. В.Киршбаума, 1902. — 281 с.
- Харьковский крах. — СПб., 1903.
- Мелкий кредит в трудах комитетов о нуждах сельскохозяйственной промышленности и сберегательные кассы. — М., 1904.
- Новейшие течения в учении о поземельном кредите в Германии. — М., 1904.
- Государственное страхование рабочих в Германии. — М., 1905.
- Аграрный вопрос в программах различных партий. — М., 1906.
- Национализация земли, Крестьянский банк и выкупная операция. — СПб. : Т-во «Общественная польза», 1905. — 190 с.

Статті
- Переписка Родбертуса с Адольфом Вагнером («Русская Мысль», 1885, декабрь).
- Статті «Национализация земли», «Крестьянский банк» та «Выкупная операция» у збірнику «Аграрный вопрос», 1905.
- Национализация земли, Крестьянский банк и Выкупная операция. — СПб., 1905.
- Сберегательные кассы // Энциклопедический словарь Брокгауза и Ефрона : в 86 т. (82 т. и 4 доп. т.). — СПб., 1890—1907. (рос. дореф.)